# Ајерс Гроув (Пенсилванија)
Ајерс Гроув (енгл. Eyers Grove) насељено је место без административног статуса у америчкој савезној држави Пенсилванија.

## Демографија
По попису из 2010. године број становника је 105, што је 19 (22,1%) становника више него 2000. године.
| Група             | 2000.       | 2010.       |
| Белци             | 86 (100,0%) | 104 (99,0%) |
| Афроамериканци    | 0 (0,0%)    | 1 (1,0%)    |
| Азијати           | 0 (0,0%)    | 0 (0,0%)    |
| Хиспаноамериканци | 0 (0,0%)    | 1 (1,0%)    |
| Укупно            | 86          | 105         |